# مقاطعة شافيركان
مقاطعة شافيركان هي تقسيم إداري في ولاية بخارى في أوزبكستان. مركزها مدينة شافيركان.